# Brian Saunderson
Brian George Saunderson (Toronto, 16 de noviembre de 1961) es un deportista canadiense que compitió en remo. Ganó una medalla de plata en el Campeonato Mundial de Remo de 1990, en la prueba de ocho con timonel.

## Palmarés internacional
| Campeonato Mundial | Campeonato Mundial   | Campeonato Mundial | Campeonato Mundial |
| Año                | Lugar                | Medalla            | Prueba             |
| ------------------ | -------------------- | ------------------ | ------------------ |
| 1990               | Tasmania (Australia) | Medalla de plata   | Ocho con timonel   |